# 刘惜君
劉惜君（1988年4月30日—），中国歌手，16岁时参加歌唱比赛出道，曾发表多张EP和单曲。2009年湖南卫视《快乐女声》比赛全国第5名，赛后发行了五张个人专辑《爱情花园》、《拂晓》、《惜·君》、《当我身边空无一人》、《如我》。2019年展開硬地計畫，詮釋獨立搖滾曲風，發行迷你專輯 (EP)《硬地之美》，並嘗試拓展海外市場。2021年發行 EP《硬地之影》，2022年發行 EP《硬地之熵》。

## 生平

### 早年经历
刘惜君出生于广东省深圳市，母亲是梅州客家人。她从小就在音乐上表现出了很高天赋，曾連續兩年在就读的深圳沙头角中学校园歌手大赛中，获得十大歌手第一名。15岁时父母离异，随母亲生活。毕业于星海音乐学院流行音樂系，和尹正是同班同学。

### 出道
2004年2月，还在上高一的刘惜君在傲旗音乐举办的“不精不选”歌手大赛中夺得冠军，并签约傲旗音乐，由此开始了自己的音乐道路。同年，其出道单曲《贝壳风铃》推出后迅速走红，成为她的成名曲，并获得深圳2004年度“鹏城歌飞扬”十大金曲奖，她也逐渐成为深圳小有名气的本土歌手。
2006年，刘惜君被选中演唱电视剧《梅艳芳菲》的主题曲，同时还演唱了该剧的另外4首插曲，并凭此获得深圳2006年度“鹏城歌飞扬”最具突破新人奖。同年，她成功考入星海音乐学院。值得一提的是，这一年英国著名流行歌手罗比·威廉斯举行世界巡回演唱会，原本刘惜君很有可能会被邀请在11月的香港站与其同台演唱，然而因罗比·威廉斯本人的健康问题，包括香港站在内的亚洲巡演部分最后全部取消。
2007年12月25日，个人首张同名EP《Sara 刘惜君》发行，收录了成名曲《贝壳风铃》在内的3首歌曲。2008年5月，在第五届校园音乐先锋邀请赛上夺得亚军。同年7月8日，第二张EP《君临天下》发行。当时其个人首张专辑《爱情花园》亦在积极筹备中，原本打算于年底发行，不过后来因故推迟（这张专辑最后于2010年初发行）。
2009年3月，刘惜君作为深圳地区代表参加了浙江卫视“麦霸英雄汇”比赛，获得本唱区亚军，随后她代表深圳参加了半决赛与天津的城市对决。之后她还曾数次担任浙江卫视“爱唱才会赢”节目的嘉宾领唱。

### 快乐女声
2009年湖南卫视“快乐女声”比赛开始后，刘惜君作为广州赛区的明星选手，在5月25日的预选赛中拿到PASS卡，直通赛区50强。之后她顺利晋级全国300强，其优雅的歌声被评委包小柏称赞为“女人会崇拜，男人会疼爱”。
由于拥有良好的外形和扎实的唱功，刘惜君获得了评委的高度青睐，在18进10第一场中成为率先晋级全国10强的三位快女之一。之后她一路闯入全国5强。然而由于受到“心机论”和“卧底说”等负面消息的影响，最终在8月21日的5进4比赛中，终极PK失利，无缘全国4强。

#### 卧底说
由于曾在快女比赛前录制过浙江卫视的节目，在8月14日晚的快女6进5比赛进行中时，曾担任浙江卫视“我爱记歌词”节目媒体仲裁的娱乐名博“抚摸三下”发表博文，爆料刘惜君是浙江卫视的“卧底”，将在比赛结束后回归浙江卫视。对此，浙江卫视方面态度暧昧，多数网友都认为此事纯属炒作。
似乎是受此传言影响，刘惜君在随后的5进4比赛中遭淘汰。在之后的访谈中，刘惜君坚称自己不是“卧底”。而身为湖南卫视内幕爆料人的“舞美师”也发文直指浙江卫视恶意炒作。

### 赛后发展
赛后刘惜君发表了单曲《退出》，而延期一年之久的个人首张专辑《爱情花园》也终于在2010年1月21日正式发行，凭借这张专辑她收获了多个新人奖项。4月15日，刘惜君亲赴广西旱区送水，之后于5月7日在深圳举行个人公益演唱会，所得收入全部捐给西南旱区。之後並發行了 羊角花又開
同年刘惜君签约立音国际（在傲旗音乐基础上成立的新公司）。10月初，由于在外骑单车时不慎将脚踝卷入车轮受伤，本应在当年发行的新专辑不得不推迟到下一年。2011年5月26日，其个人第二张专辑《拂晓》终于推出，该专辑主打“透明系女声”，在首签会取得了4000多张的好成绩。2012年11月27日，推出第三张专辑《惜·君》，该专辑为翻唱，致敬著名女歌手邓丽君。

### 公益慈善
2009年9月9日，在湖南卫视—爱就拍义卖活动中，刘惜君捐献的一副二手眼镜卖出20600元。
2010年3月，刘惜君通过电话慈善拍卖的形式，将拍《爱情花园》MV时佩戴的项链以9000元的价格拍卖出来，将所得款项全部捐给深圳需要帮助的贫困弱势儿童，帮助他们解决手术费，学费等困难。4月，刘惜君和载有40000公斤饮用水的两辆20吨加长货柜车到达了广西百色市隆林县支援西南旱情，并亲力亲为与粉丝一同帮忙搬水。5月7日，刘惜君在深圳音乐厅举办音乐源泉—Live慈善音乐会，并将演唱会个人所得全部捐赠给西南旱区。11月26日，刘惜君作为唯一一位中国女歌手代表参加俄罗斯圣彼得堡“全球保护老虎高峰会议“并登台演唱。
2012年8月23日，刘惜君以“南都留守儿童圆梦行动关爱大使”的身份亮相深圳，出席深圳音乐厅当晚的公益慈善演出。8月29日参与由中国人口福利基金会与MSN中文网发起的“2012有爱·世界不会终结”慈善活动，刘惜君以个人名义出资为湖北秭归县郭家坝镇杨东坪小学搭建了“幸福书屋”。
10月14日，“2012Music Radio 我要上学”爱心路演首站于深圳海岸城举行。刘惜君为帮助贵州的贫困山区，以个人名义出资捐助了一名山区儿童三年的生活费用。并且借此机会将自己的耳机现场义卖，最后竞拍所得所有资金全部捐献给了贵州贫困山区里的孩子们。11月18日，刘惜君参与由58同城携手光线传媒，联合中国青少年发展基金会共同打造的“58同城神奇·成长计划”活动，捐出受伤时期陪伴自己的抱枕，筹得善款一万多元，用于帮助贫困大学生完成学业实现梦想。

### 生病暂别
2012年在推出专辑《惜·君》后刘惜君遭遇了健康危机，嗓子出现了严重的问题，属于发声系统的植物神经紊乱，一度连正常说话发音都难以进行。为此她从公众视野消失，进行了三年的治疗。

### 复出
2015年签约新东家亚神音乐并携手太合音乐集团旗下厂牌海蝶音乐同步推出自己的全新专辑《当我身边空无一人》，11月11日在北京糖果雍和宫店举办新专辑首唱会。
近年，亦有為電視劇唱片尾曲，如《女医·明妃传》片尾曲〈直到那一天〉、《独孤天下》片尾曲〈菩提偈〉、《独孤皇后》片尾曲〈一念三千〉等等。

## 作品

### 专辑 / EP
| 发行日期       | 名称             | 类型       | 唱片公司 | 备注 |
| 2007年12月25日 | Sara 刘惜君      | EP         | 傲旗音乐 | 首张个人EP，共收录3首歌曲，分別為贝壳风铃、不必再怀念我、深圳之夜                                                                                       |
| 2008年7月8日   | 君临天下         | EP         | 傲旗音乐 | 第二张个人EP，共收录3首歌曲，分別為欢乐世界、君临天下、心有爱人有情                                                                                     |
| 2009年8月8日   | 梅艳芳菲         | 原声带专辑 | 傲旗音乐 | 电视剧原声，共收录6首歌曲，分別為不必再怀念我、请不要为我哭泣、春暖秋凉、爱的幻想、夜歌、不必再怀念我（演唱会版）                                       |
| 2010年1月7日   | 高高至上         | EP         | 傲旗音乐 | 第三张个人EP，共收录2首歌曲，分別為高高至上、高高至上（伴奏）                                                                                           |
| 2010年1月18日  | 梅艳芳菲 重装版  | 原声带专辑 | 傲旗音乐 | 电视剧原声，共收录6首歌曲 |
| 2010年1月21日  | 爱情花园         | 专辑       | 傲旗音乐 | 首张个人专辑，共收录11首歌曲，分別為少女宣言、初恋、爱情花园、I Am Free、我很快乐、贝壳风铃、绿树变黄、月亮船、梦的翅膀、幸福的拥抱、绿树变黄（钢琴版） |
| 2011年5月26日  | 拂晓             | 专辑       | 立音国际 | 第二张个人专辑，共收录11首歌曲，分別為拂晓、那时候的我、旅途、大气、怎么唱情歌、恋风恋歌、飞逝的、有你在身边、太晚以前、蔷薇映画馆、羊角花又开          |
| 2012年11月27日 | 惜·君            | 专辑       | 立音国际 | 第三张个人专辑，为翻唱专辑，共收录10首歌曲，分別為你怎么说、恰似你的温柔、我只在乎你、南海姑娘、星、忘记他、香港之夜、漫步人生路、夜来香、何日君再来    |
| 2015年11月6日  | 當我身邊空無一人 | 專輯       | 亞神音樂 | 第四張個人專輯，共收錄10首歌曲，分別為后来我们会怎样、来、鱼的记忆、光、就算了吗、我爱我存在、多傻、伦敦1801、莫忘空城、你的手                          |
| 2017年12月29日 | 如我             | 专辑       | 海蝶音樂 | 第五张个人专辑，共收录10首歌曲，分別為浪裡游、梦银河、如我、说完、你忘的我忘了、嗜睡症、夜行、同一件事、秘密、该忘了                                    |
| 2019年9月4日   | 硬地之美         | EP         | 海蝶音樂 | 第四张个人EP，從流行樂壇破界演繹獨立搖滾（Indie rock）。共收录3首歌曲，分別為假如、无尽、长夜                                                           |
| 2021年1月20日  | 硬地之影         | EP         | 太合麥田 | 第五张个人EP，為硬地計畫的延續之作，共收录3首歌曲，分別為他们沿着城墙奔跑、记忆和记忆之间、那些对未来的想像                                             |
| 2022年12月27日 | 硬地之熵         | EP         | 太合麦田 | 第六张个人EP，收录3首歌曲: 她带着蝴蝶、我听见疼痛的声音、难道我们就这样放弃吗？                                                                         |

### 单曲
| 发行年份 / 日期 | 名称                       | 备注                                                                                     |
| 2024年2月9日    | 《焰》                     | 电视剧《阿麥從軍》片尾曲                                                                 |
| 2024年2月7日    | 《浮生憶玲瓏》             | 手遊《浮生憶玲瓏》主題曲                                                                 |
| 2023年11月22日  | 《小滿足》                 | 电视剧《小满生活》主題曲，與楊宗緯合唱                                                   |
| 2023年11月3日   | 《心畔》                   | 电视剧《岁岁青莲》插曲                                                                   |
| 2023年9月23日   | 《总会》                   | 音乐单曲                                                                                 |
| 2023年8月8日    | 《暮夜星火》               | 电视剧《潜行者》插曲                                                                     |
| 2023年7月24日   | 《荒丘》                   | 电视剧《不完美受害人》插曲                                                               |
| 2023年7月8日    | 《诉衷情》                 | 电视剧《玉骨遥》插曲                                                                     |
| 2023年7月2日    | 《塵緣》                   | 電視劇《塵緣》片頭曲                                                                     |
| 2023年4月24日   | 《星辰如約》               | 音乐单曲                                                                                 |
| 2023年3月24日   | 《淡写》                   | 电视剧《春闺梦里人》片尾曲                                                               |
| 2023年3月15日   | 《诉月》                   | 电视剧《花琉璃轶闻》唯美主題曲 片尾曲                                                    |
| 2023年1月22日   | 《春风得意》               | 音乐单曲                                                                                 |
| 2022年11月23日  | 《借口》                   | 电视剧 《爱的二八定律》插曲                                                              |
| 2022年11月11日  | 《循光者》                 | 電影《掃黑行動》主题曲                                                                   |
| 2022年10月3日   | 《少年正好》               | 動畫《絕代雙驕》片尾曲                                                                   |
| 2022年9月9日    | 《追着光》                 | 电视剧 《勇者無懼》情感主題曲                                                            |
| 2022年8月25日   | 《霧裡》                   | 遊戲《夢幻西遊》地府門派曲                                                               |
| 2022年8月11日   | 《我遇見》                 | 电视剧 《歡樂頌 3》主題曲                                                                |
| 2022年4月27日   | 《好好说话》               | 电视剧 《好好说话》片尾曲                                                                |
| 2022年4月15日   | 《知己》                   | 电视剧《山河月明》情感主题曲，與王铮亮合唱                                               |
| 2022年3月31日   | 《執迷不悔》               | 音乐单曲，收錄於同名專輯《執迷不悔》                                                     |
| 2022年3月3日    | 《北京说》                 | 冬奥主题歌曲，與群星合唱                                                                 |
| 2022年2月15日   | 《新衣》                   | 電視劇《盛裝》插曲                                                                       |
| 2021年11月19日  | 《高樓》                   | 電視劇《兩個人的世界》推廣曲                                                             |
| 2021年11月11日  | 《故人江南》               | 电视剧《当家主母》主题曲，與陆虎合唱                                                     |
| 2021年11月1日   | 《忙》                     | 电视剧《星辰大海》片尾曲                                                                 |
| 2021年10月22日  | 《心若琉璃》               | 手遊《新斗羅大陸》寧榮榮角色曲                                                           |
| 2021年7月29日   | 《流光飞舞（粤语版）》     | 动画電影《白蛇2：青蛇劫起》推廣曲                                                        |
| 2021年7月26日   | 《人間》                   | 電視劇《玉樓春》插曲                                                                     |
| 2021年7月13日   | 《你來到我世界》           | 網劇《你好火焰藍》插曲                                                                   |
| 2021年6月24日   | 《流光飛舞》               | 动画電影《白蛇2：青蛇劫起》推廣曲                                                        |
| 2021年6月19日   | 《坦誠》                   | 電視劇《叛逆者》片尾曲                                                                   |
| 2021年5月11日   | 《風箏與樹》               | 電視劇《風暴舞》插曲                                                                     |
| 2021年5月5月    | 《糖》                     | 電視劇《八零九零》插曲                                                                   |
| 2021年4月30日   | 《她帶着蝴蝶》             | 個人單曲                                                                                 |
| 2021年4月12日   | 《我願你不留遺憾》         | 電視劇《小捨得》插曲                                                                     |
| 2021年2月16日   | 《如果》                   | 電視劇《贅婿》主題曲                                                                     |
| 2021年1月22日   | 《獨一無二的自己》         | 電視劇《這個世界不看臉》主題曲                                                           |
| 2020年12月7日   | 《永夜天光》               | 手遊《天涯明月刀》主題曲                                                                 |
| 2020年8月25日   | 《What A Lovely Day》      | 電視劇《白色月光》插曲                                                                   |
| 2020年8月18日   | 《未来会来》               | 电视剧《幸福还会来敲门》插曲                                                             |
| 2020年5月26日   | 《我是愛過你》             | 電視劇《誰說我結不了婚》主題曲                                                           |
| 2020年5月18日   | 《孩子的信》               | 中華少年兒慈會公益單曲，與韓磊合唱                                                       |
| 2020年5月12日   | 《彼岸花》                 | 電視劇《彼岸花》插曲                                                                     |
| 2020年5月10日   | 《倩女幽魂》               | 電影《倩女幽魂:人間情》片尾曲                                                            |
| 2020年3月8日    | 《光的摩斯密碼》           | 電視劇《你好檢察官》插曲                                                                 |
| 2020年2月11日   | 《心暖心等於世界》         | 抗疫公益歌曲「群星」                                                                     |
| 2020年1月13日   | 《拆心》                   | 電視劇《絕代雙驕》片尾曲                                                                 |
| 2019年12月27日  | 《聊表心意》               | 單曲，與薛之謙合唱                                                                       |
| 2019年12月24日  | 《解放了》                 | 電影《解放·終局營救》主題曲，與群星合唱                                                  |
| 2019年11月16日  | 《空白的記憶》             | 電視劇《鱷魚與牙籤鳥》片尾曲                                                             |
| 2019年10月16日  | 《不變的約定》             | 電視劇《我愛你，這是最好的安排》片頭曲                                                   |
| 2019年9月9日    | 《原來我》                 | 電視劇《十年三月三十日》片尾曲                                                           |
| 2019年9月4日    | 《往後餘生》               | 電影《逗愛熊仁鎮》推廣插曲，與馬良合唱                                                   |
| 2019年8月21日   | 《有多少個十年》           | 電視劇《山月不知心底事》片尾曲                                                           |
| 2019年7月13日   | 《時光慢旅》               | 電視劇《小歡喜》主題曲                                                                   |
| 2019年5月16日   | 《孤單旅行箱》             | 電視劇《我們都要好好的》插曲                                                             |
| 2019年5月10日   | 《愛上你》                 | 電視劇《愛上你治愈我》推廣曲                                                             |
| 2019年5月10日   | 《不了了知》               | 個人單曲，《莫忘空城》粵語版                                                             |
| 2019年4月27日   | 《趁相愛》                 | 電視劇《趁我們還年輕》愛情主題曲，與伍嘉成合唱                                           |
| 2019年4月8日    | 《我與青春在賽跑》         | 電視劇《你好，對方辯友》片尾曲                                                           |
| 2019年4月7日    | 《讓愛久一點》             | 電影《最佳男友進化論》推廣曲                                                             |
| 2019年3月26日   | 《少女年華》               | 電影《過春天》粵語推廣曲                                                                 |
| 2019年3月8日    | 《如愛》                   | 電視劇《都挺好》插曲                                                                     |
| 2019年3月7日    | 《卜卜脆》                 | 電影《過春天》推廣曲                                                                     |
| 2019年2月20日   | 《深淵的等待》             | 電影遊戲《隱形守護者》「紅色芳華」線主題曲暨遊戲主題曲                                   |
| 2019年2月13日   | 《一念三千》               | 電視劇《獨孤皇后》片尾曲，與張磊合唱                                                     |
| 2019年1月9日    | 《不過是愛情》             | 電視劇《獨家記憶》片尾曲                                                                 |
| 2018年10月29日  | 《愛無界》                 | 電視劇《回到明朝當王爺之楊凌傳》插曲                                                     |
| 2018年10月18日  | 《和平之歌》               | 舞台劇《我的小伙伴》原聲帶，與金志文合唱                                                 |
| 2018年8月14日   | 《如昨》                   | 電視劇《天盛長歌》概念曲                                                                 |
| 2018年8月13日   | 《不動聲色》               | 電視劇《愛情進化論》人物主題曲                                                           |
| 2018年8月1日    | 《觸》                     | 舞台劇《劍網3·曲雲傳》宣傳曲                                                             |
| 2018年6月16日   | 《美麗心情》               | 電視劇《為了你我願意熱愛整個世界》插曲                                                   |
| 2018年4月21日   | 《愛說了算》               | 電視劇《真愛的謊言之破冰者》插曲                                                         |
| 2018年3月2日    | 《菩提偈》                 | 電視劇《獨孤天下》片尾曲                                                                 |
| 2018年1月19日   | 《此時彼岸》               | 電視劇《我站在橋上看風景》片尾曲                                                         |
| 2017年11月3日   | 《遙遠的歌》               | 電視劇《你好，舊時光》片尾曲                                                             |
| 2017年9月15日   | 《罪》                     | 電視劇《無證之罪》宣傳推廣曲                                                             |
| 2017年9月9日    | 《芬芳一生》               | 單曲，與毛不易合唱，後收錄於專輯《明日之子 第13期》及《平凡的一天》                      |
| 2017年8月2日    | 《永恆》                   | 手游《洛奇英雄傳:永恆》主題曲                                                            |
| 2017年7月13日   | 《醉裡紅塵》               | 電影《醉玲瓏》插曲                                                                       |
| 2017年7月11日   | 《原上草》                 | 電視劇《楚喬傳》楚喬人物曲                                                               |
| 2017年5月22日   | 《二見鍾情》               | 電視劇《追婚記》插曲                                                                     |
| 2017年5月7日    | 《不期而遇》               | 電影《不期而遇》主題曲                                                                   |
| 2017年4月30日   | 《愛情》                   | 電影《不期而遇》插曲》                                                                   |
| 2017年3月8日    | 《悠藍曲》                 | 悠藍奶粉搖籃曲                                                                           |
| 2017年3月2日    | 《線》                     | 電視劇《因為遇見你》片頭曲                                                               |
| 2017年1月20日   | 《故意不愛你》             | 電視劇《不得不愛》片頭曲                                                                 |
| 2016年11月8日   | 《愛》                     | 電視劇《咱們相愛吧》插曲                                                                 |
| 2016年10月19日  | 《御龍華胥引》             | 騰訊手游《御龍在天》主題曲                                                               |
| 2016年4月28日   | 《替你愛我》               | 網絡劇《重生之名流巨星》主題曲，與寧桓宇合唱                                             |
| 2016年2月1日    | 《直到那一天》             | 電視劇《女醫·明妃傳》片尾曲                                                              |
| 2013年7月31日   | 《一個人 》                | 電視劇《勝女的代價2》插曲                                                                |
| 2013年6月14日   | 《喜歡》                   | 電視劇《花非花霧非霧》插曲                                                               |
| 2013年6月14日   | 《爱在天长地久》           | 电视剧《花非花雾非雾》主题曲，与张睿合唱                                                 |
| 2012年10月8日   | 《最後的航班》             | 微電影《灰機灰機》主題曲                                                                 |
| 2012年9月28日   | 《御龍品青梅》             | 騰訊網游《御龍在天》主題曲                                                               |
| 2012年5月28日   | 《愛別離》                 | 電影《傷心童話》主題曲，毕业季单曲，初夏伤心恋歌                                         |
| 2012年1月12日   | 《這裡沒有陌生人》         | 騰訊微博主題曲，与付辛博，黃靖倫等合唱                                                   |
| 2011年10月4日   | 《快樂女孩》               | 動畫片《甜心格格》主題曲                                                                 |
| 2011年4月12日   | 《嘉華愛永遠》             | 嘉華珠寶广告品牌代言曲，与韓煒合唱                                                       |
| 2010年9月19日   | 《日出東方》               | 2010年廣州亞運會主題曲，与群星合唱                                                       |
| 2010年          | 《我愛x足球》              | 与動力火車、快女五強合唱，咸旭初創作                                                     |
| 2009年9月2日    | 《退出》                   | 個人單曲，收錄於2009快乐女声合辑《cover girls》                                          |
| 2009年6月4日    | 《快乐为你》               | 于2009“百纳之歌,快乐为你”歌唱比赛录制                                                    |
| 2009年5月27日   | 《Just One Night》         | 傲旗音乐独家小样,呼唤夏天之夜之歌                                                        |
| 2009年          | 《唱得響亮》               | 《快樂女聲》合唱曲，与快女十強合唱，徐靜蕾創作                                           |
| 2009年          | 《Baby Sister》            | 《快樂女聲》合唱曲，与快女十強合唱，彭宥綸創作                                           |
| 2009年          | 《快樂出發》               | 《快樂女聲》合唱曲，与群星合唱，彭源創作                                                 |
| 2009年          | 《心手相連》               | 合唱曲，与群星合唱，王茂亮創作                                                           |
| 2009年          | 《与爱飞翔》               | 美赞臣之歌                                                                               |
| 2008年11月23日  | 《一生的爱》               | 與傲旗音乐阿海共同演唱                                                                   |
| 2008年9月3日    | 《永远的朋友》             | 深圳市嘉旺连锁饮食有限公司企业形象歌                                                     |
| 2008年1月24日   | 《冬季》                   | 寓意“深圳之冬是温暖的”之歌                                                               |
| 2008年1月2日    | 《给孩子一个微笑》         | 2008年1月2日第二节阳光救助基金慈善晚会                                                   |
| 2007年12月31日  | 《暗》 （Fedup feat.Sara） |                                                                                          |
| 2007年7月1日    | 《QQ正传》                 | 2007年鹏城歌飞扬第一季度十佳金曲，與ET组合合唱                                           |
| 2006年8月13日   | 《Song For You》           | 于2006“奥一网沙滩音乐节”现场录制                                                         |
| 2006年1月26日   | 《Free Bird》              | 深圳經濟特區成立30週年百首優秀歌曲之一，荣获2006“深圳电台鹏城歌飞扬”颁奖典礼年度十佳金曲 |
| 2006年1月26日   | 《Better Man》             | 與国际巨星罗比威廉斯和声演唱                                                             |
| 2005年3月1日    | 《Crazy Summer》           | 與傲旗音乐陈嘉琪共同演唱                                                                 |

### MV
个人作品
| 发行年份      | MV名称             | 备注                                                               |
| 2024年2月7日  | 《浮生憶玲瓏》     | 手遊《浮生憶玲瓏》主題曲                                           |
| 2023年4月24日 | 《星辰如約》       | 单曲                                                               |
| 2023年3月15日 | 《诉月》           | 电视剧《花琉璃轶闻》唯美主題曲 片尾曲                              |
| 2023年1月24日 | 《中国梦·我的梦》  | 2023网络视听年度盛典主题曲, 與群星合唱                             |
| 2023年1月22日 | 《春风得意》       | 单曲                                                               |
| 2022年8月25日 | 《霧裡》           | 遊戲《夢幻西遊》地府門派曲                                         |
| 2022年        | 《北京說》         | 冬奧主題歌曲，與群星合唱                                           |
| 2021年        | 《忙》             | 電視劇《星辰大海》片尾曲                                           |
| 2021年        | 《風箏與樹》       | 電視劇《風暴舞》插曲                                               |
| 2019年        | 《聊表心意》       | 與薛之謙合唱，导演珍妮花                                           |
| 2017年        | 《嗜睡症》         | 專輯《如我》                                                       |
| 2017年        | 《如我》           | 專輯《如我》                                                       |
| 2017年        | 《浪裡游》         | 專輯《如我》                                                       |
| 2017年        | 《罪》             | 网剧《无证之罪》推广曲                                             |
| 2016年        | 《你的手》         | 專輯《當我身邊空無一人》，記實MV，紀念專輯《當我身邊空無一人》發行 |
| 2016年        | 《直到那一天》     | 電視劇《女醫·明妃傳》片尾曲                                        |
| 2015年        | 《莫忘空城》       | 專輯《當我身邊空無一人》                                           |
| 2015年        | 《光》             | 專輯《當我身邊空無一人》                                           |
| 2015年        | 《來》             | 專輯《當我身邊空無一人》                                           |
| 2015年        | 《後來我們會怎樣》 | 專輯《當我身邊空無一人》                                           |
| 2014年        | 《大气》           | 动画片《正义红师》主题曲                                           |
| 2012年        | 《何日君再来》     | 專輯《惜·君》，导演咸旭初                                          |
| 2012年        | 《我只在乎你》     | 專輯《惜·君》，导演咸旭初                                          |
| 2012年        | 《最后的航班》     | 微电影《灰机灰机》主题曲                                           |
| 2012年        | 《御龙品青梅》     | 腾讯网游《御龙在天》主题曲                                         |
| 2011年        | 《快乐女孩》       | 动画片《甜心格格》主题曲，真人动漫版MV（方块动漫）                 |
| 2011年        | 《怎么唱情歌》     | 专辑《拂曉》， 导演黄中平                                          |
| 2011年        | 《拂晓》           | 专辑《拂曉》，导演黄中平                                           |
| 2010年        | 《我爱X足球》      | 2010年南非世界杯公益励志歌曲，與动力火车、2009快乐女声5强合唱      |
| 2009年        | 《退出》           | 2009快乐女声合辑《封面女生 Cover Girls》                           |
| 2009年        | 《唱得响亮》       | 2009快乐女声主题曲，2009快女10强                                   |
| 2008年        | 《贝壳风铃》       | 专辑《爱情花园》                                                   |
| 2008年        | 《爱情花园》       | 专辑《爱情花园》                                                   |

客串演出
| 发行年份 | 名称           | 备注                         |
| 2009年   | 《我没那么帅》 | 俞灏明MV，刘惜君、千赫镇演出 |
| 2005年   | 《我听说》     | 吴翼男MV，刘惜君演出         |

### 书籍
- 《2009快乐女声星光闪耀全集3：肺腑美音刘惜君》（写真集，2009年9月1日出版）

### 参演短剧
2009年 
- 《我可以抱你吗》 俞灏明

2010年
- 《草样年华》 李炜 韩轶

2011年
- 《夏日甜心之三点十分》 张赫 金卓

## 个人演唱会
| 年份 / 日期    | 名称                             | 地點               | 場次 |
| 2019年11月28日 | 金髮愛斯基摩人“硬地之美”限定演出 | 北京 MAO Livehouse | 1場  |
| 2019年11月16日 | 金髮愛斯基摩人“硬地之美”限定演出 | 深圳 B10現場       | 1場  |
| 2019年11月9日  | 金髮愛斯基摩人“硬地之美”限定演出 | 南京 稻香音樂空間  | 1場  |
| 2010年5月7日   | “音乐·源泉”Live公益演唱会        | 深圳音乐厅         | 1場  |

## 所获奖项
| 年份 / 日期    | 名称                             | 奖項                                                                                    |
| 2023年7月8日   | 腾讯音樂娱樂盛典第四屆           | TMEA年度推荐歌手                                                                        |
| 2021年12月11日 | 腾讯音樂娱樂盛典第三屆           | 年度最具影響力內地女歌手                                                                |
| 2020年10月11日 | 2020BME音樂盛典                  | 年度優秀影視音樂歌手獎                                                                  |
| 2019年12月18日 | 第8屆中國大學生電視節            | 最受大學生矚目電視劇音樂作品獎《時光慢旅》                                              |
| 2019年6月8日   | 2018年度中國TOP排行榜            | 音樂之聲推薦歌手獎                                                                      |
| 2019年5月6日   | 2019流行音樂年度盛典             | 年度傳媒推崇女歌手獎 年度最佳情歌演繹獎                                                 |
| 2018年11月3日  | 2018網易雲音樂國風極樂夜音樂盛典 | 最佳國風實力女歌手獎                                                                    |
| 2018年8月6日   | 2018亞太熱歌榜中榜音樂盛典       | 最受歡迎女歌手獎 最熱門專輯獎《如我》                                                   |
| 2018年5月27日  | 碰星2018春季之星                 | 人氣女歌手獎                                                                            |
| 2018年5月21日  | 第30屆音樂先鋒榜                 | 先鋒全能女歌手獎 先鋒金曲獎《嗜睡症》 最佳專輯獎《如我》                                |
| 2018年3月26日  | 第25屆東方風雲榜                 | 年度最具突破藝人獎 十大金曲獎《線》                                                     |
| 2017年4月25日  | 2016最具粉絲影響力明星頒獎盛典   | 年度最受全媒體關注度藝人獎                                                              |
| 2017年4月7日   | 2016年度鵬城歌飛揚               | 最佳女歌手獎                                                                            |
| 2017年3月27日  | 第24屆東方風雲榜                 | 年度風尚歌手獎 十大金曲獎《直到那一天》                                                 |
| 2016年12月16日 | 第11屆勁歌王音樂盛典             | 我最喜愛女歌手獎 國語金曲獎《光》 最佳K歌金曲獎《多傻》                                 |
| 2016年11月25日 | 2016華語金曲獎                   | 最佳國語女歌手獎 十大華語金曲獎《後來我們會怎樣》 專業推介大碟獎《當我身邊空無一人》    |
| 2016年11月23日 | 2016鵬城歌飛揚第三季度音樂會     | 十佳金曲獎《我愛我存在》                                                                |
| 2016年6月11日  | 第9屆城市至尊音樂榜              | 校園人氣女歌手獎 年度20大金曲獎《莫忘空城》 年度聯盟推薦專輯獎《當我身邊空無一人》      |
| 2016年5月7日   | 2015年度中國TOP排行榜            | 年度推崇歌手大獎 年度金曲獎《莫忘空城》                                                 |
| 2016年3月29日  | 2016酷音樂亞洲盛典               | 年度80後人氣歌手獎                                                                      |
| 2016年3月28日  | 第23屆東方風雲榜                 | 十大金曲獎《莫忘空城》                                                                  |
| 2016年3月12日  | 2015年度鵬城歌飛揚               | 年度金曲獎《來》                                                                        |
| 2016年3月12日  | 2015鵬城歌飛揚第三季度           | 十佳金曲獎《來》 十佳金曲獎《莫忘空城》                                                 |
| 2016年1月22日  | 2016唱吧“我行我唱”嗨典           | 唱吧年度人氣女歌手獎                                                                    |
| 2015年12月5日  | 2015年度音樂先鋒榜               | 內地十大金曲獎《莫忘空城》 最受歡迎先鋒女歌手五強 網上人氣先鋒女歌手獎                  |
| 2014年8月22日  | 第1屆粵語歌曲排行榜              | 最受歡迎女歌手獎 最受歡迎專輯獎《惜·君》 最受歡迎歌曲獎《忘記他》                       |
| 2014年1月11日  | 2013华语金曲奖                   | 专业推介流行女歌手 优秀致敬大碟《惜·君》                                                |
| 2013年5月30日  | 2013MSN時尚影響力大典            | MSN年度突破歌手獎                                                                       |
| 2013年4月25日  | 2012年度中國TOP排行榜            | 年度最佳翻唱歌曲《我只在乎你》                                                          |
| 2013年3月17日  | 第9屆勁歌王音樂盛典              | 國語金曲獎《愛別離》 內地傑出青年歌手獎                                                 |
| 2013年3月15日  | 2013新楓採創業頒獎典禮           | 清新人氣歌手獎                                                                          |
| 2013年1月25日  | 2012年度音樂先鋒榜               | 內地十大金曲獎《愛別離》 最佳專輯獎《惜·君》                                            |
| 2013年1月16日  | LADY格調十大正能量女性頒獎典禮   | 年度最佳突破女歌手獎                                                                    |
| 2013年1月8日   | 2012年度鵬城歌飛揚               | 星光十年音樂成就大獎 年度十大金曲《拂晓》                                               |
| 2012年12月11日 | 2012華語金曲獎                   | 優秀大碟獎《拂曉》 專業推薦流行女歌手獎                                                 |
| 2012年9月17日  | 2012 BQ明星品牌价值榜颁奖典礼    | 年度最具潜力品牌明星                                                                    |
| 2012年5月22日  | 2012MSN時尚影響力大典            | 星月年度單曲獎《拂曉》                                                                  |
| 2012年4月23日  | 2011年度MusicRadio中国TOP排行榜  | 年度推薦唱片大獎《拂曉》                                                                |
| 2012年4月7日   | 第19屆東方風雲榜                 | 年度十大金曲獎《怎麼唱情歌》 最佳年度飛躍獎                                             |
| 2012年2月25日  | 2011年度雪碧中國原創音樂流行榜   | 內地最具潛質歌手獎 內地金曲獎                                                           |
| 2012年1月19日  | 2011年度中國歌曲排行榜           | 第二季度金曲獎《怎麼唱情歌》                                                            |
| 2012年1月6日   | 2011年度鵬城歌飛揚               | 年度飛躍大獎 十大金曲獎《有你在身邊》                                                   |
| 2011年12月22日 | 2011年度中國歌曲排行榜           | 內地年度最受歡迎女歌手獎                                                                |
| 2011年12月10日 | 2011年度音樂先鋒榜               | 年度十大金曲獎《拂曉》 先鋒女歌手五強 內地最受歡迎女歌手獎 內地十大金曲獎《怎麼唱情歌》 |
| 2011年11月24日 | 第4屆音樂風雲榜新人盛典          | 最佳潛力新人獎                                                                          |
| 2011年11月18日 | 第8屆勁歌王金曲金榜              | 國語十大金曲獎《怎麼唱情歌》 內地傑出青年歌手獎                                         |
| 2011年10月15日 | 第11屆全球華語歌曲排行榜         | 廣州地區傑出歌手獎 二十大金曲獎《怎麼唱情歌》                                           |
| 2011年4月11日  | 第11届音乐风云榜年度盛典         | 新人权杖                                                                                |
| 2011年4月9日   | 2010年度音樂先鋒榜               | 網上最具人氣先鋒金曲獎《羊角花又開》 網絡最受歡迎女歌手獎 內地十大金曲獎《我很快樂》    |
| 2011年3月19日  | 第18屆東方風雲榜                 | 東方新人銀獎                                                                            |
| 2011年1月6日   | 2010年度鵬城歌飛揚               | 十佳金曲獎《我很快樂》                                                                  |
| 2010年12月19日 | 第3屆音樂風雲榜新人盛典          | 最具音樂風格新人獎                                                                      |
| 2010年10月30日 | 2010鵬城歌飛揚第三季度           | 十大金曲獎《羊角花又開》                                                                |
| 2010年8月21日  | 第7屆勁歌王金曲金榜              | 最有前途新人獎 國語金曲獎《我很快樂》                                                   |
| 2010年3月6日   | 2009年度音樂先鋒榜               | 網上人氣先鋒歌手大獎 內地先鋒新人大獎                                                   |
| 2010年1月7日   | 2009年度鵬城歌飛揚               | 十佳金曲獎《愛情花園》 最佳女歌手獎                                                     |
| 2007年1月12日  | 2006年度鵬城歌飛揚               | 最具突破新人獎 十大金曲獎《不必再懷念我》                                               |
| 2006年1月20日  | 2005年度鵬城歌飛揚               | 十佳金曲獎《Free Bird》 最佳突破新人獎                                                  |
| 2004年12月29日 | 2004年度鵬城歌飛揚               | 十大金曲獎《貝殼風鈴》 最佳新人獎                                                       |
| 2004年         | 深圳傲旗音乐签约歌手选拔赛       | 冠军                                                                                    |

## 綜藝節目 / 访谈
| 年份 / 日期    | 節目                                  | 集數           | 頻道 | 备注 |
| 2024年2月24日  | 央视元宵晚会                          |                | CCTV-1 | 《彩云追月》 《春风伴你乐元宵》                                                                                              |
| 2024年2月9日   | 龙腾虎跃中国年味                      |                | CCTV-1 | 《星辰如约》 |
| 2024年2月7日   | 龙腾虎跃中国年味                      |                | CCTV-1 | 《风吹麦浪》 |
| 2024年2月3日   | 2024网络视听盛典                      |                | 芒果TV | 《那遥远的地方》 |
| 2023年10月21日 | 美美与共                              |                | CCTV-1 | 《千年之约》 |
| 2023年9月17日  | 太湖美音乐会                          |                | CCTV-1, CCTV-3, CCTV-15 | 《星辰如约》 |
| 2023年8月12日  | 廬山國際電影愛情週                    |                | CCTV-6 | 演唱《月光愛人》 |
| 2023年6月29日  | 湾区升明月2023大湾区电影音乐晚会      |                | CCTV6电影频道、凤凰卫视中文台、凤凰卫视香港台、广东卫视、深圳卫视、香港电台、澳广视、澳亚卫视等电视平台直播，中央广播电视总台、香港TVB录播，电影频道融媒体、1905电影网、凤凰网 | 电视剧《义不容情》主题曲《一生何求》                                                                                         |
| 2023年5月5日   | 乘风2023                              | 第1至13期      | 芒果TV, 咪咕视频 | 初舞台 《一生所爱》 一公 《吻别》 二公 《带我去找夜生活》 三公 《归途有风》 四公 《青鸟》 五公 《星光派对》 成团夜《Say So》 |
| 2023年1月24日  | 2023网络视听年度盛典                  |                | 芒果TV | 《龙文》 |
| 2023年1月21日  | 2023央视古韵新声                      |                | 央視頻道 | 《星辰如约》 |
| 2022年12月31日 | 启航2023央视跨年晚会                  |                | 央視頻道 | 《追落日看银河》 |
| 2022年12月31日 | 2023北京卫视跨年演唱会                |                | 北京卫视 | 《漫步人生路》 |
| 2022年12月28日 | 2022抖音年终演唱会                    |                | 抖音 | 《光》+《浪里游》 |
| 2022年9月10日  | 明月知我——閩江之心中秋電影雲歌會      | /              | 央視電影頻道 | 演唱《但願人長久》 |
| 2022年8月4日   | 2022年中央广播电视总台七夕晚会 倒計時 | /              | 央視頻 | 访谈 |
| 2022年8月4日   | 2022年中央广播电视总台七夕晚会        | /              | CCTV-3 | 演唱《仰世而來》 |
| 2022年7月31日  | 蒙面舞王_(第三季)                     | 第5期          | 江蘇衛視 | 猜評團嘉賓 |
| 2022年4月24日  | 甜蜜的任務 2022                       | /              | 芒果TV | 访谈 |
| 2022年4月24日  | 聲生不息                              | 第1至12期      | 芒果TV、湖南衞視、TVB | 常駐嘉賓 |
| 2022年4月22日  | 天賜的聲音 (第三季)                   | 第6期          | 浙江衞視 | 合唱《晚風心裏吹》 |
| 2022年5月20日  | 天賜的聲音 (第三季)                   | 第10期         | 浙江衞視 | 合唱《如願》 |
| 2022年5月27日  | 天賜的聲音 (第三季)                   | 第11期         | 浙江衞視 | 合唱《不可控玩家》 |
| 2022年6月3日   | 天賜的聲音 (第三季)                   | 第12期         | 浙江衞視 | 合唱《逝去的歌》 |
| 2022年2月1日   | 新春的交响                            | 第1期 南风送暖 | CCTV-15 | 演唱《朋友》 |
| 2022年1月31日  | 广东春晚 2021除夕特别节目             | /              | 广东卫视 | 演唱《爱情花园》 |
| 2022年1月25日  | 新民乐国风夜                          | /              | 河南卫视、优酷 | 演唱《望春风》 |
| 2021年12月11日 | 第十六届长春电影节                    | /              | CCTV | 合唱《理想》 |
| 2021年12月11日 | 第3屆騰訊音樂娛樂盛典                 | /              | 騰訊视频 | 演唱《说完》、《不了了知》                                                                                                   |
| 2021年10月2日  | 我和我的祖国 拼搏中国篇               | /              | CCTV-15 | 演唱《顺流逆流》 |
| 2021年8月15日  | 百年歌声                              | /              | CCTV-3 | 演唱《东方之珠》 |
| 2021年7月18日  | 百年歌声                              | /              | CCTV-3 | 演唱《南泥湾》 |
| 2021年4月2日   | 天賜的聲音 (第二季)                   | 第12期         | 浙江衞視 | 合唱《大風吹》、《不該》 |
| 2021年6月5日   | 建党100周年青春歌会                   | /              | TME | 演唱《光》、《漫步人生路》                                                                                                   |
| 2021年2月6日   | 經典詠流傳 第四季                     | 第4期          | CCTV-1 | 演唱《精卫》 |
| 2020年12月6日  | 央广MusicRadio音乐嘉年华              | /              | 中央人民廣播電台 | 演唱《光》、《怎麼唱情歌》                                                                                                   |
| 2020年11月11日 | 你好生活 第二季                       | 第2期          | CCTV-3 | 綜藝嘉賓 |
| 2020年11月18日 | 你好生活 第二季                       | 第3期          | CCTV-3 | 演唱《我很快樂》、《浪裡游》，合唱《明天会更好》                                                                             |
| 2020年10月17日 | TOP榮耀時刻                           | 第6期          | CCTV-3 | 演唱《我很快樂》新编版、《假如》                                                                                             |
| 2020年10月11日 | BME音乐盛典                           | /              | bilbil | 演唱《时光慢旅》 |
| 2020年10月5日  | 唱响新时代（央视国庆特别节目）        | /              | CCTV | 演唱《漫步人生路》 |
| 2020年8月25日  | 天下有情人此夕最相思                  | /              | CCTV | 演唱《南海姑娘》 |
| 2020年8月21日  | 流淌的歌聲 第二季                     | 第9期          | 廣東衞視 | 演唱《爱的代价》、《我很快樂》、《不必在乎我是谁》，合唱《花好月圆夜》                                                       |
| 2020年8月16日  | 環球綜藝秀                            | /              | CCTV-4 | 演唱《夜来香》、《不了了之》                                                                                                 |
| 2020年3月14日  | 天賜的聲音 (第一季)                   | 第3期          | 浙江衞視 | 合唱《想見你想見你想見你》、《我是不是你最疼愛的人》                                                                         |
| 2020年5月16日  | 天賜的聲音 (第一季)                   | 第12期         | 浙江衞視 | 合唱《愛》、《開到荼靡》、《聽到我》                                                                                         |
| 2019年11月22日 | 手邊巴黎 x BP星站                     | /              | 酷燃视频 | 访谈 |
| 2019年11月15日 | 音乐叨哔叨                            | 第10期         | bilbil | 访谈 |
| 2019年7月28日  | 合唱吧！300                           | 第1期          | 騰訊視頻 | 合唱《Baby Sister》 |
| 2019年9月1日   | 合唱吧！300                           | 第6期          | 騰訊視頻 | 演唱《不了了之》 |
| 2019年7月3日   | 星光舞台                              | /              | CCTV-15 | 演唱《我只在乎你》 |
| 2019年5月6日   | 流行音乐年度盛典                      | /              | 中央人民廣播電台音樂之聲 | 演唱《菩提偈》 |
| 2019年5月23日  | 晓娱专访                              | /              | 晓娱 | 访谈 |
| 2019年3月26日  | 罐头3000问 第三季                     | 第8期          | 罐头传媒 | 访谈 |
| 2019年2月8日   | 唱响新时代                            | /              | CCTV | 演唱《万水千山总是情》 |
| 2018年9月21日  | 中國音樂公告牌                        | 第3集          | 愛奇藝 | 演唱《秘密》 |
| 2018年8月23日  | 潮音戰紀                              | 第7期          | 愛奇藝 | 合唱《我願意》 |
| 2018年8月10日  | 金曲撈之挑戰主打歌                    | 第4期          | 江蘇衞視 | 演唱《筆記》，合唱《岁月神偷》                                                                                               |
| 2018年7月18日  | 網羅大明星                            | EP. 46         | WebTVAsia | 访谈 |
| 2018年7月9日   | 網路專訪                              | /              | 鏡週刊 | 访谈 |
| 2018年3月26日  | 第25届东方风云榜                      | /              | 东方卫视 | 演唱《线》 |
| 2018年3月23日  | 抱走吧！爱豆                          | 第六十九期     | 搜狐视频 | 访谈 |
| 2018年3月8日   | 音悦密谈室                            | EP. 34         | 音悦密谈室 | 访谈 |
| 2018年2月16日  | 珠江欢腾旺旺年                        | /              | 广东珠江台 | 演唱《《醉裡红尘》、《浪裡游》                                                                                               |
| 2018年1月1日   | 金一璀璨之夜 —— 2018新年演唱会        | /              | 江西衞視 | 演唱《我很快乐》、《我只在乎你》                                                                                             |
| 2017年10月27日 | 夢想的聲音 第二季                     | 第1期          | 浙江衞視 | 築夢團 |
| 2017年9月9日   | 明日之子                              | 第13期         | 騰訊視頻 | 合唱《芬芳一生》 |
| 2017年3月27日  | 第24届东方风云榜                      | /              | 东方卫视 | 演唱《直到那一天》 |
| 2016年11月25日 | 2016 華語金曲音樂會                   | /              | 騰訊視頻 | 演唱《后来我们会怎样》 |
| 2016年11月4日  | 夢想的聲音                            | 第1至12期      | 浙江衞視 | 常駐嘉賓（音乐人、音樂助理），第10期演唱《深呼吸》                                                                           |
| 2016年10月19日 | VOCO明星包包的秘密                    | Vol. 2         | 搜狐视频 | 访谈 |
| 2016年4月24日  | 深圳市南山草地音乐节                  | /              | 优酷 | 演唱《我爱我存在》、《大气》                                                                                                 |
| 2016年9月23日  | 一起音乐吧                            | /              | CCTV-15 | 演唱《万水千山总是情》 |
| 2016年5月4日   | 一起音乐吧                            | /              | CCTV-15 | 演唱《一帘幽梦 + 梅花三弄 + 青青河边草》                                                                                     |
| 2016年5月7日   | 2016 Music Radio中国TOP排行榜颁奖典礼 | /              | 中央廣播電視總台 | 演唱《后来我们会怎样》 |
| 2016年3月29日  | 2016酷音乐亚洲盛典                    | /              | 湖北衛視、酷狗音樂、酷我音樂 | 演唱《后来我们会怎样》 |
| 2016年3月23日  | 敢ZUO敢為女聲秀                       | 第1期          | 芒果TV | 演唱《多傻》 |
| 2015年9月27日  | 央视中秋晚会                          | /              | CCTV-3 | 演唱《漫步人生路》 |
| 2014年10月17日 | 天天向上                              | /              | 湖南衞視 | 演唱《我很快乐》、《月半小夜曲》                                                                                             |
| 2013年7月27日  | 一起音乐吧                            | /              | CCTV-15 | 演唱《娃哈哈》 |
| 2013年9月7日   | 一起音乐吧                            | /              | CCTV-15 | 合唱《藤缠树》 |
| 2013年5月28日  | 民歌·中国                             | /              | CCTV | 演唱《漫步人生路》 |
| 2013年6月6日   | 民歌·中国                             | /              | CCTV | 演唱《我很快乐》 |
| 2012年4月7日   | 第19屆東方風雲榜                      | /              | 东方卫视 | 演唱《怎么唱情歌》 |
| 2011年10月28日 | 歌聲傳奇                              | 第1期          | 山東衞視 | 演唱《一路上有你》，合唱《大城小事》                                                                                         |
| 2011年10月28日 | 歌聲傳奇                              | 第5期          | 山東衞視 | 演唱《倩女幽魂》 |
| 2011年10月28日 | 歌聲傳奇                              | 第6期          | 山東衞視 | 演唱《燭光裏的媽媽》 |
| 2011年10月28日 | 歌聲傳奇                              | 第12期         | 山東衞視 | 演唱《虹彩妹妹》、合唱《达坂城的姑娘》                                                                                       |
| 2011年10月28日 | 歌聲傳奇                              | 第13期         | 山東衞視 | 演唱《親愛的小孩》，合唱《請跟我來》                                                                                         |
| 2011年10月28日 | 歌聲傳奇                              | 第18期         | 山東衞視 | 演唱《我不想説》 |
| 2011年10月28日 | 歌聲傳奇                              | 第21期         | 山東衞視 | 演唱《大約在冬季》 |
| 2011年10月28日 | 歌聲傳奇                              | 第28期         | 山東衞視 | 演唱《哭砂》 |
| 2011年10月28日 | 歌聲傳奇                              | 第31期         | 山東衞視 | 合唱《大头儿子小头爸爸》、《月亮船》、《心雨》、《歌声与微笑》                                                               |
| 2011年10月28日 | 歌聲傳奇                              | 第32期         | 山東衞視 | 演唱《雁南飞》 |
| 2011年10月28日 | 歌聲傳奇                              | 第41期         | 山東衞視 | 演唱《相思如麻》，合唱《好人好梦》                                                                                           |
| 2011年10月28日 | 歌聲傳奇                              | 第43期         | 山東衞視 | 演唱《久别的人》 |
| 2011年3月19日  | 第18屆東方風雲榜                      | /              | 东方卫视 | 演唱《我很快乐》 |
| 2010年12月10日 | 深圳卫视跨年音乐季                    | /              | 深圳卫视 | 演唱《貝殼風鈴》、《我很快乐》                                                                                               |
| 2009年12月31日 | 2010湖南卫视跨年晚会                  | /              | 湖南卫视 | 演唱《千千阙歌》 |
| 2009年5月1日   | 2009快樂女聲                          | /              | 湖南卫视 | 常駐 |